# Молдава-над-Бодвою
Молдава-над-Бодвою (словац. Moldava nad Bodvou) — місто в окрузі Кошиці-околиця Кошицького краю Словаччини. Площа міста 19,77 км². Станом на 31 грудня 2016 року в місті проживало 11293 жителі.

## Географія
Протікають річки Дреновець і Мокранський потік.

## Історія
Перші згадки про місто датуються 1255 роком.

## Населення
| Рік:            | 1994. | 2004.   | 2014.    | 2024.   |
| --------------- | ----- | ------- | -------- | ------- |
| Кількість осіб: | 9332  | 9807    | 11 202   | 10 275  |
| Різниця:        |       | +5,09 % | +14,22 % | -8,27 % |

| Рік:            | 2023.  | 2024.   |
| --------------- | ------ | ------- |
| Кількість осіб: | 10 254 | 10 275  |
| Різниця:        |        | +0,20 % |